# Anders Sjöberg (militär)
Erik Anders Sjöberg, född 19 oktober 1924 i Sundsvall, död 5 maj 2008 i Maria församling i Ljungby, var en svensk officer i Flygvapnet.

## Biografi
Sjöberg blev fänrik i Flygvapnet 1946. Han befordrades till löjtnant 1948 vid Bråvalla flygflottilj (F 13), till kapten 1953 vid Hälsinge flygflottilj (F 15), till major 1960 vid Norrbottens flygbaskår (F 21), till överstelöjtnant 1964, till överste 1969 och till överste av 1:a graden 1979.
Sjöberg tjänstgjorde som flygattaché i Washington och Ottawa åren 1969–1975. 1975–1979 var han chef för Planeringsavdelningen vid Flygstaben (gamla). 1979–1985 var han sektorflottiljchef för Skånska flygflottiljen (F 10). Sjöberg avgick som överste av 1:a graden 1985.

## Utmärkelser
- Riddare av Svärdsorden, 6 juni 1964.[2]